# قنشر
قنشر (أيضًا قنشري، بالسريانية تعني "عش النسر"؛ باللغة العربية قنسري) هو ديرًا سريانيًا غربيًا كبيرًا بين القرنين السادس والثالث عشر. وكانت مركزاً لدراسة الأدب اليوناني القديم وآباء اليونان، ومن خلال ترجماتها السريانية نقلت الأعمال اليونانية إلى العالم الإسلامي. لقد كان "أهم مركز فكري للسريان الأرثوذكس. من القرن السادس إلى أوائل القرن التاسع"، عندما تم نهبه وتدهوره.

## الموقع
دير قنشر كان في منطقة الجزيرة الفراتية. وقال ياقوت: من منبج أربعة فراسخ، وسبعة من سروج.
في تسعينيات القرن العشرين، اكتشف علماء الآثار الإسبان موقعًا رهبانيًا كبيرًا على الضفة الغربية لنهر نهر الفرات بالقرب من نقطة التقائه مع نهر الساجور. وقد عرفوه على أنه قنشر. لكن في الفترة 2005-2006، قام عالم الآثار السوري يوسف الدبطي بالتنقيب في موقع رهباني على الضفة الشرقية لنهر الفرات مقابل جرباس (يوروبوس القديمة)، وحدد موقعه مع قنشر. التعريف الأخير هو الأرجح.

## التاريخ
تأسس الدير حوالي عام 530 على يد يوحنا بار أفتونيا، رئيس دير القديس توما بالقرب من سلوقية بييريا، والذي قاد بعض الرهبان بعيدًا لتأسيس منزل جديد في مواجهة مناهضة الميافيزية وهي سياسة الإمبراطور جستين الأول. ربما كان منزل جون الثاني مخصصًا في الأصل للقديس توما أيضًا. وليس من الواضح ما إذا كان هو "دير بيت أفتونيا" المشار إليه في بعض المصادر السريانية. تم توريث تركيز الدير الجديد على الدراسات اليونانية من سلوقية بيريا. وفي ذروة قوتها التي استمرت حتى القرن التاسع، كان عدد الرهبان المقيمين في قنشر حوالي 370 راهبًا.
كان صاحب الترنيمة يوحنا مزامير رئيس دير قنشر في أواخر القرن السادس. في عام 623، وفقًا لـ تاريخ 724، أغار السلاف على جزيرة كريت وأسروا بعض رهبان قنشر، وقتلوا عشرين منهم في هذه العملية. ربما كان هؤلاء منفيين فروا من الحرب الساسانية البيزنطية 602-628.
في وقت ما بعد 809، ربما حوالي 811، نهب دير قنشر وحرقه من قبل المرتدين العرب، ربما تحت قيادة نصر بن شبث العقيلي. حوالي عام 820، حصل بطريرك ديونيسيوس الأول، وهو راهب سابق من قنشر، على إذن بإعادة بناء الدير من عثمان بن ثمامة بن الوليد بن قعقاع العبسي، الذي خلف والده. الأب كزعيم محلي مستقل فعليًا في خضم الحرب الأهلية التي أعقبت وفاة الخليفة هارون الرشيد عام 809. قنشر أبدًا واستعادت مكانتها السابقة.
كانت قنشر لا تزال بارزة بما يكفي لزيارتها من قبل الأساقفة في القرن العاشر. في عهد الأمير سيف الدولة (توفي 967)، كانت وجهة رئيسية للسياح من سروج، بحسب ابن العديم، كاتب في القرن الثالث عشر. ليس من الواضح تمامًا متى هجر الدير، لكن الأدلة الأثرية تشير إلى أنه كان لا يزال قائمًا في أوائل القرن الثالث عشر.

## مركز التعلم اليوناني
تم تسمية الثقافة ثنائية اللغة للدير باسم اليونانية السريانية  أو السريانية الهيلينية. وهناك أديرة أخرى من التقليد السرياني الغربي مع نفس الثقافة ثنائية اللغة تشمل دير مار متي، دير مار سابا، دير مار سابا، دير سانت كاترين وجبال الأمانوس.
تمت ترجمة الأعمال العلمانية والدينية من اليونانية إلى السريانية على يد رهبان قنشر ومن دربوهم. من المعروف أن طومو الحركيل والبطريرك أثناسيوس الثاني ويعقوب الرها قد درسوا اليونانية في قنشر، كما فعل على الأرجح ساويرا سابوخت وجراجوس أسقف العرب، وربما فوكاس الرها. المترجم باولا الرهاوي عمل "وفقًا لتقليد قنشر"، كما تقول ملاحظة في مخطوطة ترجماته لـ ساويرس الأنطاكي. لا توجد حتى الآن دراسة علمية لأسلوب وتقنيات مدرسة قنشر للترجمة. "دراسة" صيغت وروج لها في دير قنشر.
من بين العملالمترجمة في قنشر أو بواسطة رهبان من قنشر هي مواعظ غريغوريوس النزينزي لبولس الرها في 623-624؛ ترانيم ساويرس الأنطاكي لبولس أيضًا ونقحها لاحقًا يعقوب الرها؛ باسيليوس القيصري هيكساميرون بقلم أثناسيوس؛ أرسطو والعبارة (أرسطو)، وتحليلات لاحقة، والقياس (أرسطو) وتفنيدات سفسطائية بقلم أثناسيوس الثاني؛ وبقلم أرسطو يعقوب في أوائل القرن الثامن؛ و"المقولات (أرسطو)" لأرسطو لجورج أسقف العرب، الذي أعاد أيضًا ترجمة "التحليلات السابقة"، مضيفًا في كلتا الحالتين مقدمة وتعليقًا خاصًا به.
احتفظ رهبان قنشر، وكذلك رهبان دير مار كبرئيل، بسجل للأحداث المهمة في شكل سجلات يتم تحديثها بانتظام. كانت هذه السجلات بمثابة مصدر للقرن السادس حوليات وتأريخ القرن السابع لعام 724. وفقًا لديونيسيوس التل ماهر، فإن يعقوب الرها ويوحنا العمودي "رسموا تعاقب السنين" بطريقة يوسابيوس القيصري.
عيّن قنشر عدة أساقفة وسبعة بطاركة أنطاكية. إلى جانب ديونيسيوس وأثناسيوس الثاني المذكورين، يوليانوس الأول، وأثناسيوس الأول، وثيودور، ويوسابيوس القيصري، وجاورجيوس الأول الأنطاكي كانوا رهبانًا من قنشر. يشير مؤرخ القرن الثالث عشر بار عبراني على وجه التحديد إلى أن هؤلاء البطاركة تعلموا اللغة اليونانية في قنشر. جزء من القرن السابع، وفقًا لسيرة ثيودوتا (توفي عام 698)، حتى أن بطاركة أنطاكية أقاموا في قنشرين. يُلقب سويروس سبخت "أسقف قنشرين" من قبل البار عبرانيوس، مما قد يشير إلى أنه كان أسقف خالسيس (سوريا) أو ربما حتى أن قنشر كان له أسقف لفترة قصيرة.

## انظر ايضا
- ليا بركات
- إيفون حداد